# 오더 페이퍼

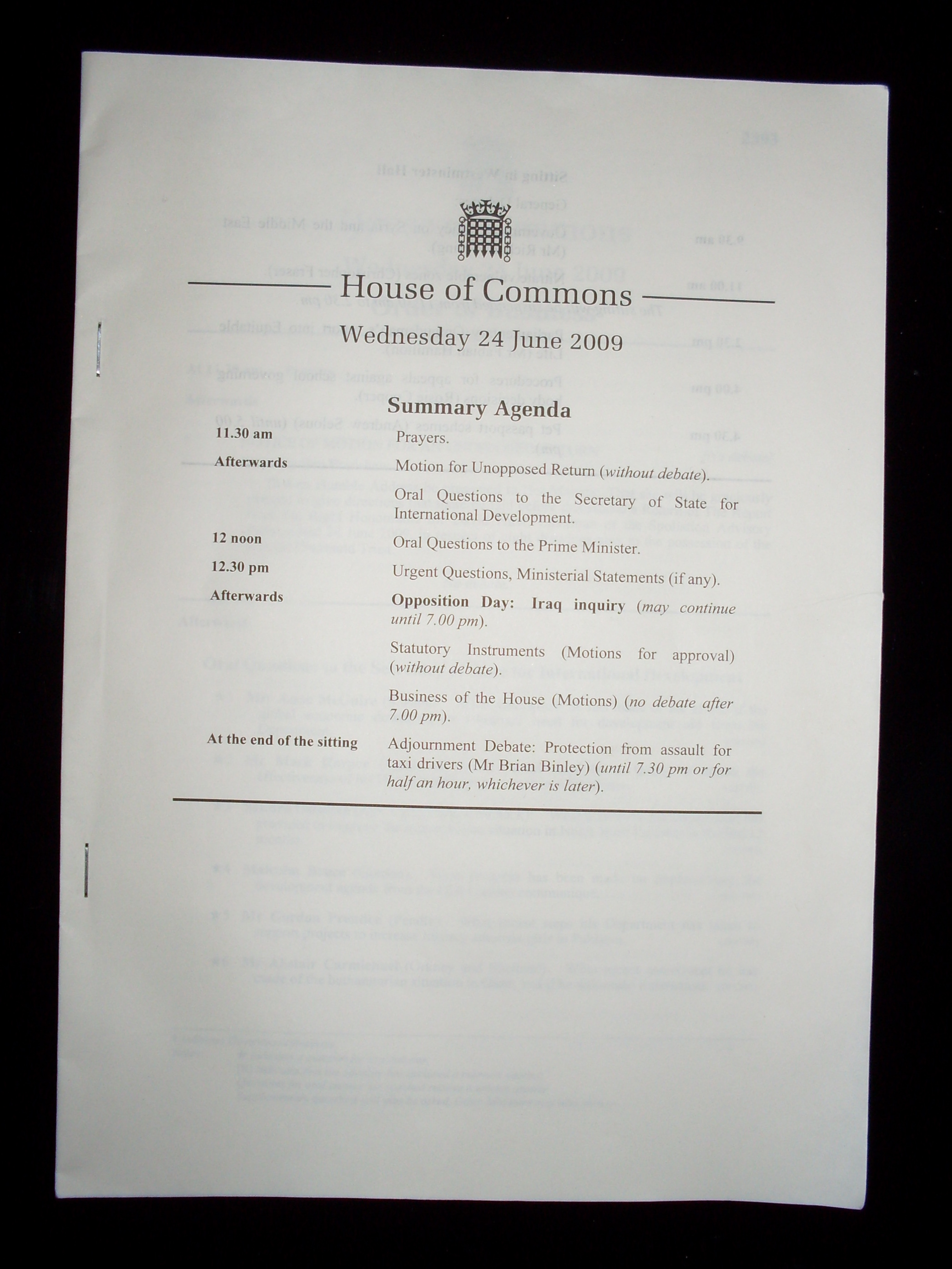
2009년 6월 24일자 영국 서민원의 의사일정표.

오더 페이퍼(Order Paper)는 웨스트민스터 정치체제를 적용한 국가의 의회(입법부)에서 사용되는 의사일정표로, 그날 회의 일정이 적혀 있다. 상원과 하원이 각각 별개로 매일 발행한다.

## 같이 보기
- 회의 의제